# The Best of Van Morrison
Pour les articles homonymes, voir Best of.
Albums de Van Morrison
Avalon Sunset
(1989) Enlightenment
(1990)
The Best of Van Morrison est la 4e compilation officielle de Van Morrison sortie en 1990. Elle compile vingt-cinq années d'une carrière commencée en 1965 avec le groupe Them. Elle est un succès critique et commercial, devenant un des albums les plus vendus des années 1990 et contribuant ainsi à relancer la popularité de Van Morrison auprès du grand public. Ce succès encourage l'artiste à donner une suite à l'album en publiant une autre compilation en 1993 puis une suivante en 2007. Cette 4e compilation reste aujourd'hui la meilleure vente de Van Morrison.

## Réalisation et réception
La compilation inclut Wonderful Remark, une chanson dont la première publication a eu lieu sur la bande originale du film de Martin Scorsese La Valse des pantins en 1983. L'album est devenu l'une des meilleures ventes des années 1990, passant un an et demi dans les charts britanniques, aidant Morrison à retrouver sa popularité commerciale au cours de la décennie. Il a également fait ses débuts à la première place du classement des albums de l'ARIA en Australie. Aux États-Unis, l'album n'a jamais atteint le Top 40 du Billboard 200 mais est resté dans le classement pendant plus de quatre ans et demi.

## Liste des titres
Toutes les chansons sont écrites et composées par Van Morrison sauf mentions contraires.
| The Best of Van Morrison | The Best of Van Morrison                                    | The Best of Van Morrison | The Best of Van Morrison | The Best of Van Morrison | The Best of Van Morrison | The Best of Van Morrison | The Best of Van Morrison | The Best of Van Morrison | The Best of Van Morrison |
| No                       | Titre                                                       | Durée                    |                          |                          |                          |                          |                          |                          |                          |
| ------------------------ | ----------------------------------------------------------- | ------------------------ | ------------------------ | ------------------------ | ------------------------ | ------------------------ | ------------------------ | ------------------------ | ------------------------ |
| 1.                       | Bright Side Of The Road (1979)                              | 3:46                     |                          |                          |                          |                          |                          |                          |                          |
| 2.                       | Gloria (1964)                                               | 2:37                     |                          |                          |                          |                          |                          |                          |                          |
| 3.                       | Moondance (1970)                                            | 4:32                     |                          |                          |                          |                          |                          |                          |                          |
| 4.                       | Baby, Please Don't Go (1964) Big Joe Williams               | 2:42                     |                          |                          |                          |                          |                          |                          |                          |
| 5.                       | Have I Told You Lately (1989)                               | 4:20                     |                          |                          |                          |                          |                          |                          |                          |
| 6.                       | Brown Eyed Girl (1967)                                      | 3:05                     |                          |                          |                          |                          |                          |                          |                          |
| 7.                       | Sweet Thing (1968)                                          | 4:22                     |                          |                          |                          |                          |                          |                          |                          |
| 8.                       | Warm Love (1973)                                            | 3:23                     |                          |                          |                          |                          |                          |                          |                          |
| 9.                       | Wonderful Remark (1983)                                     | 3:58                     |                          |                          |                          |                          |                          |                          |                          |
| 10.                      | Jackie Wilson Said (I'm in Heaven When You Smile) (1972)    | 2:58                     |                          |                          |                          |                          |                          |                          |                          |
| 11.                      | Full Force Gale (1979)                                      | 3:15                     |                          |                          |                          |                          |                          |                          |                          |
| 12.                      | And It Stoned Me (1970)                                     | 4:29                     |                          |                          |                          |                          |                          |                          |                          |
| 13.                      | Here Comes the Night (1965) Bert Berns                      | 2:47                     |                          |                          |                          |                          |                          |                          |                          |
| 14.                      | Domino (1970)                                               | 3:05                     |                          |                          |                          |                          |                          |                          |                          |
| 15.                      | Did Ye Get Healed? (1987)                                   | 4:06                     |                          |                          |                          |                          |                          |                          |                          |
| 16.                      | Wild Night (1971)                                           | 3:33                     |                          |                          |                          |                          |                          |                          |                          |
| 17.                      | Cleaning Windows (1982)                                     | 4:42                     |                          |                          |                          |                          |                          |                          |                          |
| 18.                      | Whenever God Shines His Light (1989)                        | 4:54                     |                          |                          |                          |                          |                          |                          |                          |
| 19.                      | Queen Of The Slipstream (1987)                              | 4:55                     |                          |                          |                          |                          |                          |                          |                          |
| 20.                      | Dweller On The Threshold (1982) Van Morrison et Hugh Murphy | 4:44                     |                          |                          |                          |                          |                          |                          |                          |
| 76:14                    |                                                             |                          |                          |                          |                          |                          |                          |                          |                          |